# Listă de compozitori de muzică cultă: W

## Wa
- Eduard Wachmann (1836 - 1908)
- Ioan Andrei Wachmann (1807 - 1863)
- Peter-Jan Wagemans (n. 1952)
- Diderik Wagenaar (n. 1946)
- Johan Wagenaar (1862 - 1941)
- Georg Christoph Wakgenseil (1715 - 1777)
- Christoph Maria Wagner (n. 1966)
- Richard Wagner (1813 - 1883)
- Siegfried Wagner (1869 - 1930)
- Rudolf Wagner-Régeny (1903 - 1969)
- Richard Christopher Wakeman (n. 1949)
- Émile Waldteufel (1837 - 1915)
- Felipe Waller (n. 1971)
- Johann Gottfried Walther (1684 - 1748)
- William Walton (1902 - 1983)
- Baron Waqa
- Robert Ward (1917 - 1994)
- Peter Warlock (1894 - 1930)
- Sergej Wassilenko (1872 - 1956)
- Franz Waxman (1906 - 1962)

## We
- Carl Maria von Weber (1786 - 1826)
- Anton Webern (1883 - 1945)
- Matthias Weckmann (in jur de 1616 - 1674)
- Thomas Weelkes (in jur de 1575 - 1623)
- Gaspar van Weerbecke (in jur de 1455 - după 1517)
- Karl Weigl (1881 - 1949)
- Martin Weiland (n. 1903)
- Kurt Weill (1900 - 1950)
- Mieczysław Weinberg (1919 - 1996)
- Jaromír Weinberger (1896- 1967)
- Leó Weiner (1885 - 1960)
- Christian Theodor Weinlig (1780 - 1842)
- Julius Weismann (1879 - 1950)
- Wilhelm Weismann (1900 - 1980)
- Erwin Weiss (1912 - 2004)
- Sylvius Leopold Weiss (1686 - 1750)
- Egon Wellesz (1885 - 1974)
- Johann Samuel Welter (1650-1720)
- Gottlieb Christian Werner (1768 - 1805)
- Gregor Joseph Werner (1693- 1766)
- Giaches de Wert (1535 - 1596)
- Joachim Werzlau (1913 - 2001)
- Samuel Wesley (1766 - 1837)
- Richard Wetz (1875 - 1935)
- Christopher Ernst Friedrich Weyse (1774 - 1842)

## Wi
- Erasmus Widmann (1572 - 1634)
- Charles-Marie Widor (1844 - 1937)
- Clara Wieck-Schumann (1819 - 1896)
- Henryk Wieniawski (1835 - 1880)
- Bernd Wiesemann (n. 1938)
- John Wilbye (1574 - 1638)
- Ambrosius Wilfflingseder (ca. 1500 - 1563)
- Adrian Willaert (in jur de 1490 - 1562)
- Andreas Willscher (1955)
- Peter von Winter (1754 - 1825)
- Dag Wirén (1905 - 1986)
- Christian Friedrich Witt (in jur de 1660 - 1716)

## Wo
- Gerhard Wohlgemuth (1920 - 2001)
- Hugo Wolf (1860 - 1903)
- Christian Wolff (* 1934)
- Ermanno Wolf-Ferrari (1876 - 1948)
- Stefan Wolpe (1902 - 1972)
- Felix Woyrsch (1860 - 1944)